# آبل السوق
آبل السُّوق، هي قرية كبيرة تاريخيَّة في غربي غوطة دمشق، وتحديدًا من ناحية الوادي. تتمتع هذه القرية بتاريخ طويل، حين كانت جزءًا من الأراضي الخصبة التي أحاطت بمدينة دمشق. من أشهر أعلامها ابن خراشة الأنصاري، والمعروف بأبو طاهر الآبلي، إمام الجامع الأموي في زمانه، توفي في ربيع الآخر سنة 428هـ / فبراير 1037م.
ذكرها الشاعر ابن منير الطرابلسي في القرن السَّادس الهجري، ضمن قصيدةٍ طويلة، جاء منها:

### فهرس المنشورات
1. 1 2  الحموي (1977)، ج. 1، ص. 50.

### فهرس الوب
1. ↑  الطرابلسي، ابن منير. "حي الديار على علياء جيرون - ابن منير الطرابلسي". الديوان. مؤرشف من الأصل في 2024-04-20. اطلع عليه بتاريخ 2024-08-15.

### معلومات المنشورات كاملة
الكتب مرتبة حسب تاريخ النشر
- ياقوت الحموي (1977)، معجم البلدان (ط. 1)، بيروت: دار صادر، OCLC:1014032934، QID:Q114913343